# Altiplania luetscheri
Altiplania luetscheri là một loài bướm đêm trong họ Noctuidae.